# Aucara (distrito)
Aucara é um distrito do peru, departamento de Ayacucho, localizada na província de Lucanas.

## Transporte
O distrito de Aucara é servido pela seguinte rodovia:
- AY-109, que liga a cidade de Canaria ao distrito de Puquio
- PE-32A, que liga o distrito de Chiara à cidade de Puquio
- AY-110, que liga a cidade ao distrito de Sancos [1][2][3]